# Scoloplos treadwelli
Scoloplos treadwelli är en ringmaskart som beskrevs av Eisig 1914. Scoloplos treadwelli ingår i släktet Scoloplos och familjen Orbiniidae. Inga underarter finns listade i Catalogue of Life.